# Ламар (округ, Техас)
Округ Ламар (англ. Lamar county) — округ штата Техас Соединённых Штатов Америки. На 2000 год в нем проживало 48 499 человек. По оценке бюро переписи населения США в 2009 году население округа составляло 48 965 человек. Окружным центром является город Парис.

## История
Округ Ламар был сформирован 1 февраля 1841 года. Он был назван в честь Мирабо Ламара — второго президента Республики Техас.

## География
По данным бюро переписи населения США площадь округа Ламар составляет 2415 км², из которых 2375 км² — суша, а 40 км² — водная поверхность (1,68 %).

### Основные шоссе
- Шоссе 82
- Шоссе 271
- Автострада 19/Автострада 24

### Соседние округа
- Чокто, Оклахома (север)
- Ред-Ривер  (восток)
- Делта  (юг)
- Фаннин  (запад)
- Брайан, Оклахома  (северо-запад)